# Hysterionica pinnatiloba
Hysterionica pinnatiloba là một loài thực vật có hoa trong họ Cúc. Loài này được Matzenb. & Sobral mô tả khoa học đầu tiên năm 1996.